# Sennfeld
Sennfeld is een plaats in de Duitse deelstaat Beieren, en maakt deel uit van de Landkreis Schweinfurt.
Sennfeld telt 4.534 inwoners.

## Geschiedenis
Sennfeld was tot 1803 een rijksdorp.
Bergrheinfeld ·
Dingolshausen ·
Dittelbrunn ·
Donnersdorf ·
Euerbach ·
Frankenwinheim ·
Geldersheim ·
Gerolzhofen ·
Gochsheim ·
Grafenrheinfeld ·
Grettstadt ·
Kolitzheim ·
Lülsfeld ·
Michelau i.Steigerwald ·
Niederwerrn ·
Oberschwarzach ·
Poppenhausen ·
Röthlein ·
Schonungen ·
Schwanfeld ·
Schwebheim ·
Sennfeld ·
Stadtlauringen ·
Sulzheim ·
Üchtelhausen ·
Waigolshausen ·
Wasserlosen ·
Werneck ·
Wipfeld